# Lomaspilis naevaria
Lomaspilis naevaria är en fjärilsart som beskrevs av Jacob Hübner 1799. Lomaspilis naevaria ingår i släktet Lomaspilis och familjen mätare. Inga underarter finns listade i Catalogue of Life.